# Владимир Ђорђевић (композитор)
Владимир Ђорђевић (Брестовац код Бора, 1. децембар 1869 — Београд, 22. јун 1938)  био је фолклорист и композитор.

## Биографија
После завршене учитељске школе, студирао музику на конзерваторијима у Бечу и Прагу. Био је наставник музике и хоровођа по унутрашњости Србије, за време Првог светског рата у Француској, а после рата у Музичкој школи „Станковић“ у Београду.
У току службовања у унутрашњости бележио је народне мелодије и сакупљао инструменте. Објавио је велики број радова из области српског и македонског музичког фолклора и две књиге својих записа народних мелодија: Српске народне мелодије (Јужна Србија), 1928. и Српске народне мелодије (Предратна Србоја), 1931.
Компоновао је хорску музику, песме за глас и клавир, виолинска и клавирска дела.
Прикупљао је грађу из историје српске музике, која је највећим делом објављена пострхумно, с насловон Прилози библиографском речнику српских музичара (Музиколошки институт САН 1950)
По њему су назване Основна музичка школа „Владимир Ђорђевић” Београд и Основна музичка школа „Владимир Ђорђевић” Јагодина.

## Дела
- Питања за прикупљање музичких обичаја у Срба (са Б. Јоксимовићем), прилог Караџићу, 1899.
- Турски елементи у нашој музици Нова Европа 1923. 15
- Скопске гајдаржије и њихови нузички инструменти, Гласник Скопског научног друштва, 1926. 2
- Оглед библиографије српске народне музике, Гласник Етнографског музеја у Београду, 1931. 6
- Оглед српске музичке библиографије до 1914. године 1969.